# 141. rezervní divize (Wehrmacht)
141. rezervní divize (německy 141. Reserve-Division) byla divize německé armády (Wehrmacht) za druhé světové války.

## Historie
Divize byla založena 26. září 1942. 19. února 1944 byla ve městě Stoubcy divize zrušena a její části byly použity k doplnění 68. pěší divize.